# Kožušany
Kožušany (Duits: Koschuschein) is een Moravisch dorp, deelgemeente en kadastrale gemeente in de Tsjechische gemeente Kožušany-Tážaly. Samen met het dorp Tážaly vormt Kožušany een tweelingdorp. Kožušany telt 528 inwoners (2021). Aan de westzijde van het dorp bevindt zich de spoorweghalte Kožušany aan de spoorlijn van Nezamyslice naar Olomouc.

## Geschiedenis
- 1297 – De eerste schriftelijke vermelding van Kožušany.
- 1980 – De gemeente Blatec wordt door de gemeente Kožušany geannexeerd.
- 1990 – Blatec scheidt zich van de gemeente Kožušany en wordt (opnieuw) een zelfstandige gemeente.[2]
- 1992 – De gemeente Kožušany fuseert met de gemeente Tážaly tot de nieuwe gemeente Kožušany-Tážaly.

## Aanliggende (kadastrale) gemeenten
| Aanliggende (kadastrale) gemeenten1 | Aanliggende (kadastrale) gemeenten1 | Aanliggende (kadastrale) gemeenten1 | Aanliggende (kadastrale) gemeenten1 | Aanliggende (kadastrale) gemeenten1 |
| ----------------------------------- | ----------------------------------- | ----------------------------------- | ----------------------------------- | ----------------------------------- |
|                                     |                                     | Olomouc                             |                                     |                                     |
|                                     |                                     |                                     |                                     |                                     |
| Bystročice                          | Velký Týnec                         |                                     |                                     |                                     |
|                                     |                                     |                                     |                                     |                                     |
| Blatec                              |                                     | Tážaly                              |                                     | Grygov Blatec                       |

1 Cursief geschreven namen zijn andere kadastrale gemeenten binnen Kožušany-Tážaly.